# Abracadabra!
Abracadabra! (укр. Абракадабра!) — відеогра 1983 року в жанрі лабіринтового шутера, опублікована на картриджі компанією TG Software для 8-розрядного сімейства Atari.
Концепція проєкту схожа на аркадну гру Tutankham від Konami 1982 року.

## Ігровий процес
Мета гри — пройти останнє випробування під замком чарівника. Гравець повинен пройти шістнадцять рівнів, збираючи ключі та підносячи їх до замкових щілин, щоб відкрити вхід на наступний рівень. Гравця постійно переслідують різні вороги, зокрема жуки та змії, яких можна перемогти за допомогою заклинання снаряда. Додаткову складність створюють постійно рухомі стіни, які розчавлять гравця, якщо він не буде обережним. На проходження кожного рівня також відводиться певний час.

## Огляди
У своєму ретроспективному огляді польський сайт Retronagazie дійшов висновку: «Це не великий хіт, але все ще цілком придатна для гри. Гра на «посередній плюс», а якщо брати до уваги ностальгію, то навіть непогана».
Німецький журнал Atari Zong дав позитивну рецензію на гру в листопадовому випуску 1992 року, підкресливши, що вона може утримувати гравця впродовж тривалого часу, особливо в режимі для двох гравців. Загалом, рецензент визнав гру вартою купівлі.